# Frazer (Montana)
Pour les articles homonymes, voir Frazer.
Frazer est une census-designated place américaine située dans le comté de Vaalley, au Montana. Selon le recensement de 2010, sa population est de 362 habitants. La municipalité s'étend sur 1,65 milles carrés (4,27 km2).
Elle est située dans la réserve indienne de Fort Peck.

## Démographie
| Groupe            | Frazer | Montana | États-Unis |
| ----------------- | ------ | ------- | ---------- |
| Amérindiens       | 95,3   | 6,3     | 0,9        |
| Blancs            | 3,6    | 89,4    | 72,4       |
| Métis             | 0,6    | 2,5     | 2,9        |
| Autres            | 0,6    | 1,8     | 23,8       |
| Total             | 100    | 100     | 100        |
|                   |        |         |            |
| Latino-Américains | 1,9    | 2,9     | 16,7       |

Selon l'American Community Survey pour la période 2010-2014, 96,98 % de la population âgée de plus de 5 ans déclare parler l'anglais à la maison et 3,02 % déclare parler le dakota.